# Santiago Silva (ur. 1980)
Santiago Martín Silva Olivera (ur. 9 grudnia 1980 w Montevideo) – urugwajski piłkarz występujący na pozycji napastnika.